# یانگ تیزر
|}یانگ تیزر (به انگلیسی: Young Teazer) یک کشتی بادبانی خصوصی از نوع اسکونر به طول ۶۰ فوت (۱۸ متر) بود که سال ۱۸۱۳ ساخته شد.